# Nothogymnomitrion erosum
Nothogymnomitrion es un género monotípico de hepáticas perteneciente a la familia Gymnomitriaceae. Su única especie: Nothogymnomitrion erosum, es originaria de las Islas antárticas; Australia; Islas Malvinas; Patagonia; Nueva Zelanda; Tasmania.

## Taxonomía
Nanomarsupella xenophylla fue descrita por (Carrington & Pearson) R.M.Schust. y publicado en Journal of the Hattori Botanical Laboratory 80: 44. 1996.
Sinonimia
- Cesius erosus Carrington & Pearson basónimo
- Gymnomitrion erosum (Carrington & Pearson) Bastow	[3]